# Volker Kaukoreit
Volker Kaukoreit (* 19. August 1955 in Dormagen, Nordrhein-Westfalen) ist ein deutscher Literaturwissenschaftler, Publizist und Archivar. Er lebt seit 1992 in Wien und war dort von 1996 bis August 2020 stellvertretender Leiter des Literaturarchivs der Österreichischen Nationalbibliothek.

## Leben
Kaukoreit studierte ab 1976 Germanistik und Romanistik an den Universitäten Düsseldorf, Köln und Rennes, promovierte 1992 in Düsseldorf mit einer Dissertation zu Erich Fried und habilitierte sich 2005 an der Universität Wien.
Von 1984 bis 1992 war er wissenschaftlicher Mitarbeiter der Historisch-Kritischen Heinrich-Heine-Ausgabe in Düsseldorf und daneben zeitweise als Mitarbeiter der Düsseldorfer Stadtzeitschrift Überblick und Literaturredakteur der Magazine Düsseldorfer Illustrierte und Marabo tätig sowie 1988 Mitbegründer und bis 1992 Co-Organisator der Düsseldorfer „Nacht der Poeten“. Von 1986 bis 2005 war er mehrfach Lektor bzw. Visiting Professor an der German Summer School der University of New Mexico (USA).
Neben dem literaturwissenschaftlichen Schwerpunkt mit Publikationen etwa zu Otto Basil, Peter Hammerschlag, Marlen Haushofer, Heinrich Heine und Ernst Jandl beschäftigt er sich gezielt mit der Bearbeitungspraxis literarischer Nachlässe und trat diesbezüglich als Mitbegründer der Netzwerk-Initiative KOOP-LITERA Österreich und KOOP-LITERA international hervor. Außerdem war er bis Mitte 2020 Vorsitzender der Kommission Nachlassbearbeitung innerhalb der Vereinigung Österreichischer Bibliothekarinnen und Bibliothekare und Co-Herausgeber des Periodikums „Sichtungen. Archiv – Bibliothek – Literaturwissenschaft“. Von 2007 bis 2010 leitete er das Online-Projekt „Verzeichnis der künstlerischen, wissenschaftlichen und kulturpolitischen Nachlässe in Österreich“.

## Publikationen (Auswahl)
- Erich Fried. Vom Exil bis zum Protest gegen den Krieg in Vietnam. Werk und Biographie. Darmstadt: Häusser 1991, ISBN 3-927902-54-3.
- Erich Fried. Gesammelte Werke. 4 Bde. Hg. von Volker Kaukoreit und Klaus Wagenbach. Berlin: Wagenbach 1993, ISBN 3-8031-3571-0.
- KRINGEL, SCHLINGEL, BORGIA. Materialien zu Peter Hammerschlag. Hg. von Monika Kiegler-Griensteidl und Volker Kaukoreit. Wien: Turia + Kant 1997, ISBN 3-85132-154-5.
- Die österreichische Literatur seit 1945. Eine Annäherung in Bildern. Hg. von Volker Kaukoreit und Kristina Pfoser. Stuttgart: Reclam 2000, ISBN 3-15-010473-4.
- Interpretationen. Gedichte von Ernst Jandl. Hg. von Volker Kaukoreit und Kristina Pfoser. Stuttgart: Reclam 2002 (= Reclams Universal-Bibliothek, 17519, Interpretationen), ISBN 3-15-017519-4.
- Erich Fried: Alles Liebe und Schöne, Freiheit und Glück. Briefe von und an Erich Fried. Hg. von Volker Kaukoreit. Berlin: Wagenbach 2009, ISBN 978-3-8031-1265-1.
- Marlen Haushofer: Die Wand. Hg. von Andreas Brandtner und Volker Kaukoreit. Stuttgart: Reclam 2012 (= Reclams Universal-Bibliothek, 16073, Erläuterungen und Dokumente), ISBN 978-3-15-016073-2.
- „Gedanken reisen. Einfälle kommen an.“ Die Welt der Notiz. Hg. von Marcel Atze und Volker Kaukoreit. Wien: Praesens 2017 (= Sichtungen 16/17), ISBN 978-3-15-016073-2.
- Erich Fried. Freiheit herrscht nicht. Gespräche und Interviews. Hg. von Volker Kaukoreit und Tanja Gausterer. Berlin: Wagenbach 2021, ISBN 978-3-8031-2839-3.
- Pässe, Reisekoffer und andere Asservate. Archivalische Erinnerungen ans Leben. Hg. von Volker Kaukoreit u. a. Wien: Präsens 2021 (= Sichtungen 18/19), ISBN 978-3-7069-1090-3.

| Personendaten    | Personendaten                                              |
| ---------------- | ---------------------------------------------------------- |
| NAME             | Kaukoreit, Volker                                          |
| KURZBESCHREIBUNG | deutscher Literaturwissenschaftler, Publizist und Archivar |
| GEBURTSDATUM     | 19. August 1955                                            |
| GEBURTSORT       | Dormagen                                                   |